# Ručetna vas
Ručetna vas este o localitate din comuna Črnomelj, Slovenia, cu o populație de 118 locuitori.